# Mordvinci
Mordvinci je skupno poimenovanje za dva ugrofinska naroda, ki živita v Povolžju v vzhodni Evropi – Mokšane (мокша, mokša) in Erzjane (эрицят, erzjat). Poleg njiju obstajajo manjše etnografske podskupine: Šokšani (Erzjani, živeči v mokšanskem okolju), rusificirani Terjuhani in med Tatare asimilirani Karataji.
Mokšani in Erzjani govorijo mokšanski in erzjanski jezik, ki skupaj tvorita mordvinsko podskupino ugrofinskih jezikov. Živijo predvsem v Rusiji: približno tretjina v Republiki Mordviniji, pa tudi v sosednjih oblasteh. Vere so večinoma pravoslavne, nekateri so protestanti (zlasti luterani), nekateri pa privrženci tradicionalnega erzjanskega oziroma mokšanskega verstva in molokani.
Poimenovanje Mordvinci je eksoetnonim, torej so jim ga nadeli zunanji opazovalci, pripadniki sami zase pa tega imena ne uporabljajo. Najzgodnejša uporaba etnonima naj bi bila zapisana v Jordanovi Getiki iz 6. stoletja. Leta 1928 je Sovjetska zveza Erzjanom in Mokšanom podelila avtonomijo v obliki Mordvinskega okruga (poznejše Mordvinske avtonomne oblasti in Mordvinske ASSR, današnje Republike Mordvinije); ime je predlagal Nikifor G. Surdin, etnični Mokšan, ki je trdil, da је ime Mordva rusko govorečim bolj znano kot Mokša in Erzja. Čeprav Mordvince nekateri obravnavajo kot en narod, imajo Erzjani in Mokšani različni etnični identiteti, knjižna jezika, območji naselitve, različno fiziognomijo, tradicije, materialno in duhovno kulturo. Obstoj skupnega naroda Mordvincev nekateri Erzjani in Mokšani zavračajo kot umetno ustvarjenega.